# Borelstam
De borelstam is een wiskundige structuur die aangeeft in welke mate de open verzamelingen van een topologische ruimte een meetbaar onderscheid maken tussen de punten van die ruimte. Hij is genoemd naar Émile Borel. Aanvankelijk werd de borelstam op de verzameling der reële getallen (met de gebruikelijke topologie) bestudeerd als uitgangspunt voor de maattheorie.

## Oorspronkelijke definitie
De borelstam of borelalgebra op de verzameling der reële getallen is de kleinste sigma-algebra die alle open intervallen bevat.
In het algemeen is de doorsnede van alle sigma-algebra's die een gegeven familie verzamelingen omvatten, opnieuw een sigma-algebra (en daarom de unieke kleinste).
De borelstam verandert niet als in de definitie "open intervallen" vervangen wordt door "intervallen" of door "open verzamelingen".

## Voorbeelden
Nagenoeg alle verzamelingen die toevallig opduiken bij het bestuderen van de reële getallen, zijn meetbaar. Men moet al enig werk verrichten om een tegenvoorbeeld te vinden. Voorbeelden van borelmeetbare verzamelingen zijn: alle intervallen (open, gesloten, halfopen, halve rechten, de hele reële as) en aftelbare (in het bijzonder, eindige) verzamelingen van reële getallen.

## Onvolledigheid
De borelstam kan worden uitgerust met de gewone borelmaat. De aldus ontstane maatruimte is onvolledig in de zin dat een deelverzameling van een nulverzameling niet altijd meetbaar is. De vervollediging van de borelstam heet de lebesguestam.

## Algemene definitie
De borelstam op een willekeurige topologische ruimte is de kleinste sigma-algebra die alle open verzamelingen bevat.

## Borelstam van een Poolse ruimte
Een Poolse ruimte is een topologische ruimte waarvan de topologie afkomstig is van een volledige separabele metrische ruimte.
Een stelling van Kazimierz Kuratowski luidt: als {\displaystyle (X,{\mathcal {T}})} een overaftelbare Poolse ruimte is, dan bestaat er een bijectie tussen {\displaystyle X} en {\displaystyle \mathbb {R} } die in beide richtingen meetbare verzamelingen op meetbare verzamelingen afbeeldt (voor de respectievelijke borelstammen).